# Tisha
Tisha é o álbum de estréia da atriz e cantora Tisha Campbell-Martin. Vendeu mais de 200 mil cópias em quase todo mundo. 

## Faixas
1. Love Me Down
2. Push
3. All Good Things (Come in Time)
4. Wrap Your Love
5. Broken Hearted
6. Love's Got a Hold on Me
7. Round 'N' Round
8. Feelin's Right
9. Why Won't You Love Me?
10. If This Is Love